# Virudhunagar (Distrikt)
Der Distrikt Virudhunagar (Tamil: விருதுநகர் மாவட்டம்; auch: Virudunagar) ist ein Distrikt des indischen Bundesstaates Tamil Nadu. Verwaltungszentrum ist die namensgebende Stadt Virudhunagar. Der Distrikt Virudhunagar hat eine Fläche von 4.241 Quadratkilometern und rund 1,9 Millionen Einwohner (Volkszählung 2011).

## Geografie

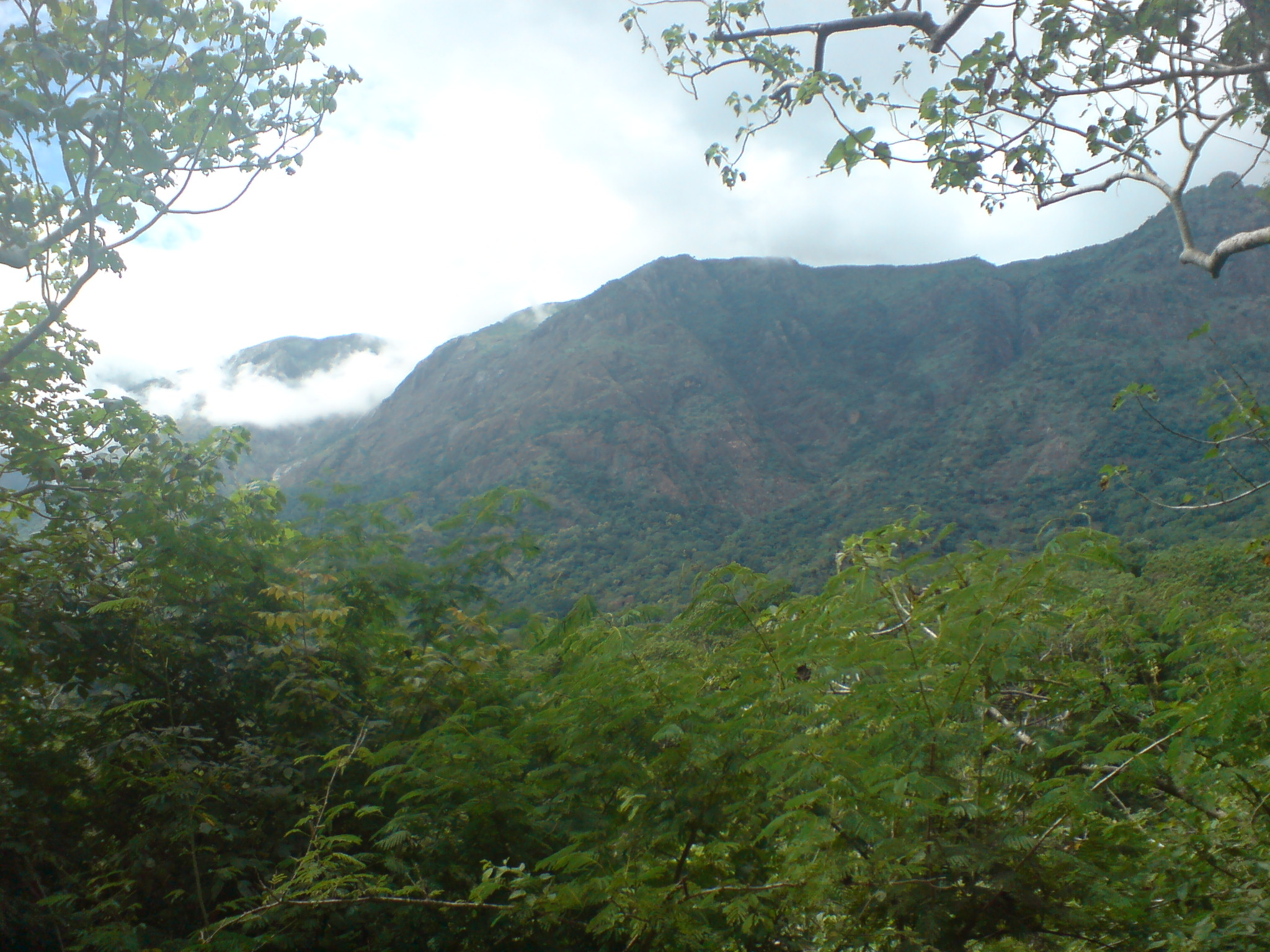
Landschaft in den Westghats nahe Srivilliputhur

Der Distrikt Virudhunagar liegt im südlichen Binnenland Tamil Nadus. Nachbardistrikte sind Theni im Nordwesten, Madurai im Norden, Sivaganga im Nordosten, Ramanathapuram im Osten, Thoothukudi und Tirunelveli im Süden sowie Idukki im Westen. Letzterer gehört bereits zum Nachbarbundesstaat Kerala.
Die Fläche des Distrikts Virudhunagar beträgt 4.241 Quadratkilometer. Der größte Teil des Distriktgebiets ist eben. Im Westen hat der Distrikt Virudhunagar Anteil an den Westghats, die die natürliche Grenze zu Kerala bilden. Die höchsten Berge im Distriktgebiet sind bis zu 1700 Meter hoch. Die Flüsse im Distrikt Virudhunagar sind allesamt nicht ganzjährig wasserführend.
Im Distrikt Virudhunagar herrscht ein wechselfeuchtes Tropenklima vor. Die Jahresmitteltemperatur in Virudhunagar beträgt 28,8 °C, das Jahresmittel des Niederschlages liegt bei 802 mm. Die meisten Niederschläge fallen während des Nordostmonsuns zwischen Oktober und Dezember. Auch während des Südwestmonsuns im August und September kommt es zu Regenfällen.

## Geschichte
Das Gebiet des heutigen Distrikts Virudhunagar kam 1801 unter die Herrschaft der Britischen Ostindien-Kompanie. Anfangs war das Gebiet zwischen den Distrikten Madurai (Madura) und Tirunelveli (Tinnevelly) der Provinz Madras geteilt. 1910 kam das Gebiet des heutigen Distriktes zum neugegründeten Distrikt Ramanathapuram (Ramnad). Nach der indischen Unabhängigkeit wurde das Gebiet zu einem Teil des neuformierten Bundesstaates Madras (heute Tamil Nadu). Als eigenständiger Distrikt existiert der Distrikt Virudhunagar seit dem 8./15. März 1985, als er vom Distrikt Ramanathapuram abgespalten wurde. Anfänglich trug der Distrikt den Namen Kamarajar, nach dem früheren Chief Minister K. Kamaraj. Am 1. Juli 1997 wurde der Distriktname in Virudhunagar geändert.
Am 12. Februar 2021 kamen bei der Explosion einer illegal betriebenen Feuerwerkskörper-Fabrik in Achankulam (Taluk Srivilliputhur) mindestens 19 Personen ums Leben, 35 weitere wurden zum Teil schwer verletzt.

## Bevölkerung

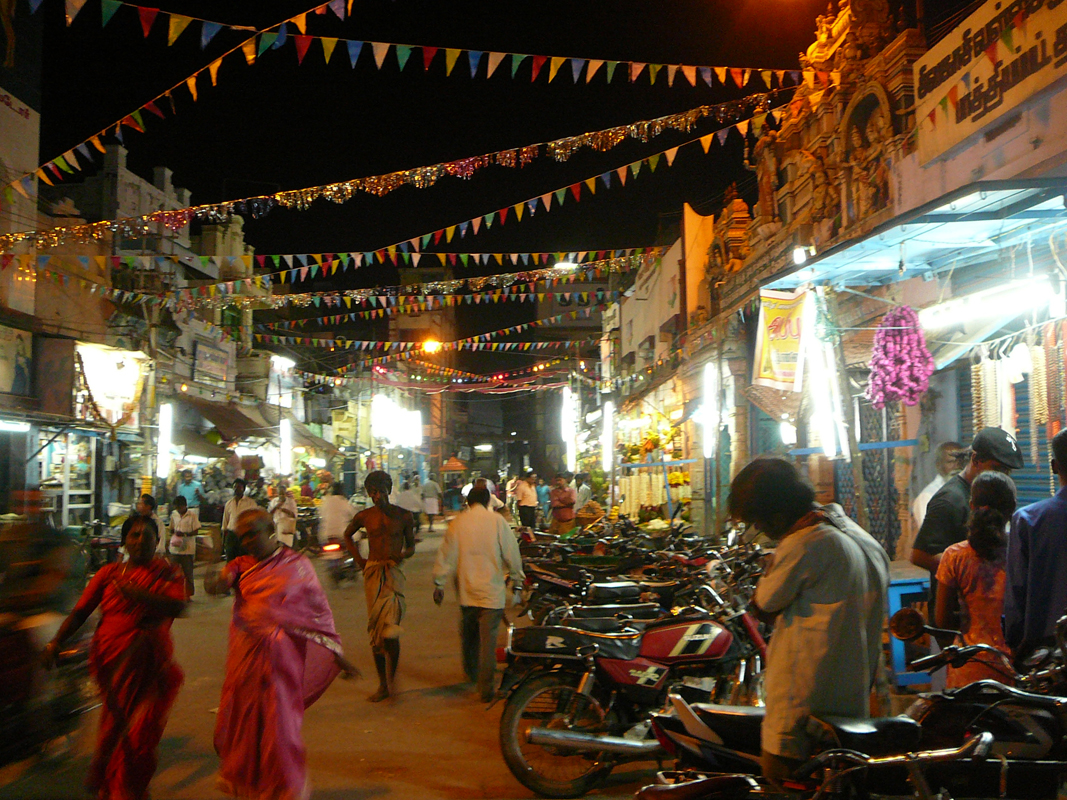
Straßenszene in der Stadt Sivakasi

Bei der indischen Volkszählung 2011 hatte der Distrikt Virudhunagar 1.942.288 Einwohner. Die Bevölkerungsdichte lag mit 458 Einwohnern pro Quadratkilometer etwas unter dem Durchschnitt Tamil Nadus (555 Einwohner pro Quadratkilometer). 50,5 Prozent der Einwohner des Distrikts lebten in Städten. Der Urbanisierungsgrad entsprach damit dem Mittelwert des Bundesstaates (48,4 Prozent). 21 Prozent der Einwohner des Distrikts waren Angehörige registrierter, unterprivilegierter, niederer Kasten (Scheduled Castes). Der Anteil an indigener Stammesbevölkerung ist, wie in ganz Tamil Nadu, nur gering (0,12 Prozent Angehörige von Scheduled Tribes). Die Alphabetisierungsquote entsprach mit 80,15 Prozent dem Durchschnitt Tamil Nadus (80,09 Prozent).
Unter den Einwohnern des Distrikts Virudhunagar stellen die Hindus nach der Volkszählung 2011 mit 94 Prozent die große Mehrheit. Daneben gibt es kleinere Minderheiten von Christen (3,5 Prozent) und Muslimen (2,5 Prozent). Die Hauptsprache ist wie in ganz Tamil Nadu das Tamil. Nach der Volkszählung 2001 wurde es von 91 Prozent der Einwohner des Distrikts als Muttersprache gesprochen. Daneben gab es Minderheiten von Sprechern des Telugu (8 Prozent) und des Kannada (1 Prozent).

## Sehenswürdigkeiten

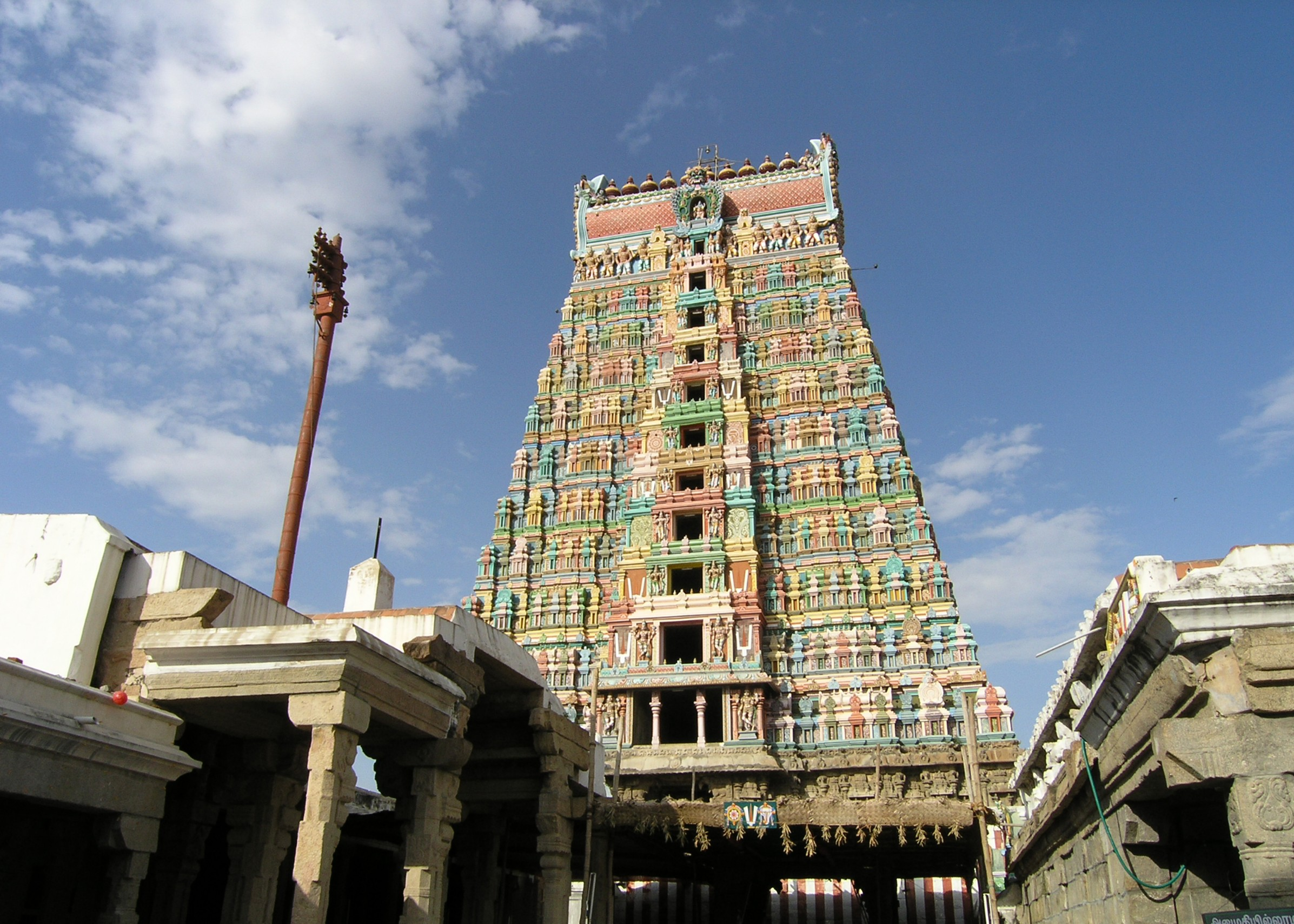
Andal-Tempel in Srivilliputhur

Die Stadt Srivilliputhur im Distrikt Virudhunagar besitzt mit dem Andal-Tempel ein wichtiges Hindu-Heiligtum. Er ist dem Gott Vishnu geweiht, außerdem wird hier die Dichterheilige Andal verehrt, die in Srivilliputhur geboren worden sein soll. Der Andal-Tempel von Srivilliputhur gehört zu den 108 Divya Desams oder heiligen Orten des tamilischen Vishnuismus. Sein 58,5 Meter hoher Gopuram (Torturm) ziert heute das Siegel des Bundesstaates Tamil Nadu. Als Natursehenswürdigkeit gelten die etwa 10 Kilometer westlich von Rajapalayam gelegenen Ayyanar-Wasserfälle.

## Wirtschaft und Infrastruktur

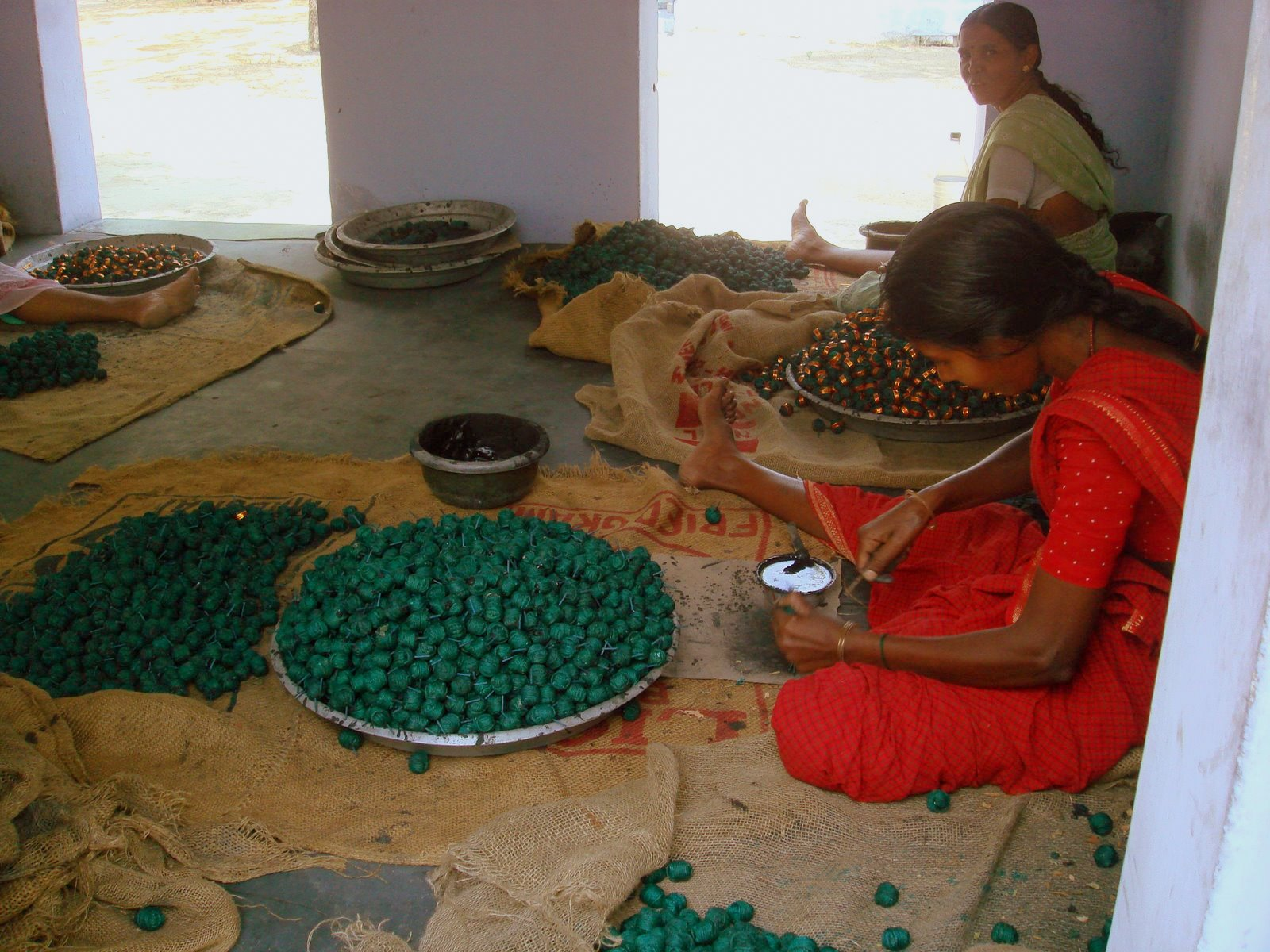
Feuerwerkherstellung in Sivakasi

Der Distrikt Virudhunagar ist recht stark industrialisiert. Die Stadt Sivakasi ist ein Zentrum der Streichholz-, Feuerwerks- und Druckindustrie. In Rajapalayam und Aruppukkottai hat sich Textilindustrie niedergelassen.
Der Distrikt Virudhunagar verfügt über eine gute Verkehrsanbindung. Der National Highway 7 von Varanasi nach Kanyakumari führt in Nord-Süd-Richtung durch den Distrikt und verbindet Virudhunagar mit Madurai und Tirunelveli. In Virudhunagar verzweigt sich die aus Madurai kommende Bahnstrecke in eine Strecke nach Kanyakumari und eine, die über die Westghats nach Kollam in Kerala führt.

## Verwaltungsgliederung
Der Distrikt Virudhunagar ist in acht Taluks (Subdistrikte) gegliedert:
| Taluk          | Hauptort       | Einwohner (2011) |
| -------------- | -------------- | ---------------- |
| Aruppukkottai  | Aruppukkottai  | 246.236          |
| Kariapatti     | Kariapatti     | 105.428          |
| Rajapalayam    | Rajapalayam    | 347.668          |
| Sattur         | Sattur         | 168.607          |
| Sivakasi       | Sivakasi       | 426.753          |
| Srivilliputhur | Srivilliputhur | 293.209          |
| Tiruchuli      | Tiruchuli      | 103.290          |
| Virudhunagar   | Virudhunagar   | 251.097          |

## Städte
Im Distrikt Virudhunagar gibt es sieben Städte mit eigener Stadtverwaltung (Municipalities), neun nach dem Panchayat-System verwaltete Kleinstädte (Town Panchayats) und 28 Zensusstädte (Census Towns). Angegeben ist die Einwohnerzahl nach der Volkszählung 2011.
Municipalities
- Aruppukkottai (87.722)
- Rajapalayam (130.442)
- Sattur (29.398)
- Sivakasi (71.040)
- Srivilliputhur (75.396)
- Thiruthangal (55.362)
- Virudhunagar (72.296)

Town Panchayats
- Chettiarpatti (17.520)
- Kariapatti (18.191)
- Mallankinaru (12.986)
- Mamsapuram (18.635)
- S. Kodikulam (12.713)
- Seithur (20.228)
- Sundarapandiam (8.513)
- V. Pudupatti (8.316)
- Vathirairuppu (16.784)

Zensusstädte
- Alangulam (4.930)
- Amathur (4.708)
- Anaiyur (24.436)
- Anuppankulam (13.526)
- Athipatti (8.384)
- Chathirareddipatti (5.360)
- Chatrapatti (6.948)
- Dhalavoipuram (5.474)
- Elayirampannai (6.814)
- Kooraikundu (22.361)
- Kullursandai (5.383)
- Mettamalai (5.175)
- Naranapuram (11.665)
- Padandal (8.429)
- Padikkasu Vaithanpatti (9.538)
- Palayampatti (18.576)
- Pallapatti (27.925)
- Pavali (7.622)
- Ramalingapuram (4.505)
- Rosalpatti (22.524)
- Samusigapuram (14.601)
- Sengamalanachiarpatti (13.811)
- Sithurajapuram (16.860)
- Sivagnanapuram (10.107)
- Soolakkarai (4.990)
- Vadi (4.937)
- Venkatachalapuram (9.540)
- Viswanatham (25.555)